# Castillo de Locubín
Castillo de Locubín település Spanyolországban, Jaén tartományban. Castillo de Locubín Alcalá la Real, Alcaudete, Martos és Valdepeñas de Jaén községekkel határos. Lakosainak száma 3840 fő (2024).

## Népesség
A település népessége az elmúlt években az alábbi módon változott:
| Lakosok száma | 5036 | 5002 | 4887 | 4732 | 4659 | 4381 | 4165 | 4058 | 3960 | 3840 |
|               | 2001 | 2004 | 2007 | 2009 | 2012 | 2014 | 2017 | 2019 | 2022 | 2024 |